# Toonsylvania
Toonsylvania est une série télévisée d'animation américaine en vingt-un épisodes, diffusée entre le 7 février 1998 et le 18 janvier 1999 sur Fox Kids.

## Fiche technique
Sauf indication contraire, les informations mentionnées dans cette section peuvent être confirmées par la base de données cinématographiques IMDb,  présente dans la section « Liens externes ».
- Titre original : Toonsylvania
- Réalisation : Jeff DeGrandis
- Scénario : Bill Kopp, Chris Otsuki, Mike Peters, Russell Arch, Lisa Malone, Vinny Montello, Steve Ochs, Tracy Peters, Karl Toerge, Frank Santopadre, Kate Donahue, Scott Kreamer et Mitch Watson
- Photographie :
- Musique : Carl Johnson, Michael Tavera, John Given, Billy Martin, Keith Baxter, Julie Bernstein, Steven Bernstein, Paul Rugg, Christopher Klatman, Christopher Neal Nelson, Cameron Patrick et Thomas Richard Sharp
- Casting : Kris Zimmerman
- Montage : Joe Campana et Paul D. Calder
- Décors :
- Animation : Ferdinand Lorena, Alejandro Gutierrez et Bill Knoll
- Production : Jeff DeGrandis
  - Producteur délégué : David L. Simon, Bill Kopp et Steven Spielberg
  - Producteur associé : Dave Witting et Monique Beatty
- Sociétés de production : DreamWorks Animation
- Société de distribution : WB Animation et Amblin Entertainment
- Chaîne d'origine : Fox Kids
- Pays d'origine :  États-Unis
- Langue originale : anglais
- Genre : Animation
- Durée : 30 minutes

## Distribution

### Acteurs principaux
- David Warner : Dr Vic Frankenstein
- Wayne Knight (VF : Luc Boulad) : Igor
- Brad Garrett (VF : Sylvain Lemarié) : Phil, Bunny Wunny et autres personnages
- Nancy Cartwright : Melissa Screetch
- Matt Frewer et Jess Harnell (VF : Bruno Carna) : Dedgar Deadman
- Jonathan Harris : Seth Tuber
- Tom Kenny : Ace Deuce et autres personnages
- Valery Pappas : Stiffany Deadman et la mère de Melissa Screetch
- Paul Rugg : la mère de Seth Tuber
- Kath Soucie : Ashley Deadman et Kyle Screetch
- Billy West : Fred Deadman, Newark et Dr Earl Schwartzberg

### Acteurs secondaires et invités
- Charles Adler : le client, la grand-mère de Dr Vic et autres personnages
- Jocelyn Blue : Mama Bear et Gertrude
- Corey Burton : La Mort et Debbie
- Cam Clarke : plusieurs personnages
- Jim Cummings : le général de l'armée, Père Noël, le coach et autres personnages
- Sandy Fox : Darla Doiley, Baby Bear et autres personnages
- Bill Kopp : plusieurs personnages
- April Winchell : Liz
- Jerry Lambert : Kirk
- Byrne Offutt

## Épisodes

### Saison 1
1. Darla Doiley - Demon Doll / The Importance of Being Urnie / Igor's Science Minute: Clone or Be Cloned / Melissa Screetch's Morbid Morals: The Boogeyman'll Get You, Melissa
2. Blind Date of Frankenstein / Football… and Other Body Parts / Igor's Science Minute: Helium and Hot Air Balloons / Melissa Screetch's Morbid Morals: Stop Making Ugly Faces
3. Love Potion Number Nein / Attack of the Iguana People / Igor's Science Minute: The Big Bang / Melissa Screetch's Morbid Morals: Teeth for Two
4. Baby Human / Earth vs. Everything / Igor's Science Minute: Blunder and Lightning / Melissa Screetch's Morbid Morals: Little Screetchin' Riding Hood
5. Built for Speed / Captain Beaumarchais' Fish Flakes / A Kiss Before Dying / Igor's Science Minute: Gravity / Melissa Screetch's Morbid Morals: Go Stand in the Corner, Young Lady
6. Spawn of Santa / Dead Hard / Igor's Science Minute: Periodic Table of Elements / Melissa Screetch's Morbid Morals: Don't Swallow the Seeds, Silly
7. Doom With a View / Dead Dog Day Afternoon / Igor's Science Minute: Evolution and the Attorney / Melissa Screetch's Morbid Morals: Here There Be Monsters
8. Love Hurts / One for Mail and Mall for One / Igor's Science Minute: The Brain / Melissa Screetch's Morbid Morals: Plain as the Nose on Your Face
9. Phil Feel Smart / Voodoo Vacation / Igor's Science Minute: The Universe / Melissa Screetch's Morbid Morals: Melissa, Don't Spoil Your Appetite
10. WereGranny / The Lobster of Party Beach / Igor's Science Minute: Luck Is Not a Factor / Melissa Screetch's Morbid Morals: The Screetchy Little Mermaid
11. A Family Pilot / A Zombie is Born / Igor's Science Minute: Earthquake Boogie / Melissa Screetch's Morbid Morals: Melissa and the Three Bears
12. Phil's Brain / Jurassic Putt / Igor's Science Minute: Bites and Stings / Melissa Screetch's Morbid Morals: You Keep Bouncing Like That, You're Gonna Hurt Yourself
13. The Inferior Decorator / Bang! / Igor's Science Minute: Parasites / Melissa Screetch's Morbid Morals: Melissa Screetch, Earth Ambassador

### Saison 2
1. Something Weenie This Way Comes / Ideadical Cousins / Melisserella
2. Igor's Replacement / The Deadman Bunch
3. My Fair Monster / The Nosey Face / Shelf Of Brains
4. The Doomed Odyssey / Attack of the Fifty Footed Woman / Becki with an I
5. The Longest Day / Take Us to Your Liter / Escape from Wet Nurse Island
6. For Your Info-Mation / In Or Out / Melissa Makes a Wish / Madame Olga's Lament
7. Some Weird in Time / Vittles With Vic / Parents Opposed to Television Inappropriateness / Tonnsylvania Presents: Phil and Igor in "Don't Axe, Don't Tell" / News from Around the World / A Man of No Importance / Swamp Thingy
8. Cyranot / Igor III / Running of the Bullies / Troop 664